# Intensidad (física)
En la física, la intensidad es la potencia transferida por unidad de área, en donde el área es el plano perpendicular en la dirección de propagación de la energía. En el sistema SI, tiene unidades de vatios por metro cuadrado (W/m²). Se usa más frecuentemente con ondas (por ejemplo, el sonido o la luz), en cuyo caso el promedio de transferencia de potencia transfiere más de un período de la onda. La intensidad puede ser aplicada a otras circunstancias en las que se transfiere la energía. Por ejemplo, se puede calcular la intensidad de la energía cinética llevado por las gotas de agua de un aspersor de jardín.
La palabra "intensidad" como se usa en este caso no es sinónimo de "fuerza", "amplitud", "magnitud", o "nivel", como sucede a veces en el lenguaje Español.
La intensidad puede ser encontrada tomando la densidad de energía (energía por unidad de volumen) en un punto en el espacio y multiplicándola por la velocidad a la que la energía se está moviendo.

## Descripción matemática
Si un punto de origen es el que irradia energía en todas las direcciones (la producción de una onda esférica), y la energía no es absorbida o dispersada por el medio, entonces la intensidad disminuye en proporción a la distancia del objeto al cuadrado. Este es un ejemplo de la ley inversa del cuadrado
Aplicando la ley de conservación de la energía, si la energía neta que emana es constante, entonces:
{\displaystyle P=\int \mathbf {I} \,\cdot \mathrm {d} \mathbf {A} },
donde P es la potencia neta radiada, I es la intensidad como una función de la posición, y dA es un elemento diferencial de una superficie cerrada que contiene la fuente.
Si se integra sobre una superficie uniforme de intensidad I, por ejemplo a través de una esfera centrada en torno al punto de origen, la ecuación se convierte en
{\displaystyle P=|I|\cdot A_{\mathrm {surf} }=|I|\cdot 4\pi r^{2}\,},
donde I es la intensidad en la superficie de la esfera, y r es el radio de la esfera. ( es la expresión para el área de la superficie de una esfera).
La solución para I da entonces:
{\displaystyle |I|={\frac {P}{A_{\mathrm {surf} }}}={\frac {P}{4\pi r^{2}}}}.
Si el medio es amortiguado, a continuación, la intensidad disminuye más rápidamente de lo que la ecuación del gráfico citado sugiere.
Cualquier cosa que pueda transmitir energía puede tener una intensidad asociados con él. Para un monocromático de onda que se propaga, como una onda plana o un haz Gaussiano, si E es la amplitud compleja del campo eléctrico, entonces el tiempo promedio de la densidad de energía de la onda está dada por:
{\displaystyle \left\langle U\right\rangle ={\frac {n^{2}\epsilon _{0}}{2}}|E|^{2}},
y la intensidad local se obtiene multiplicando esta expresión por la velocidad de la onda, c/n:
{\displaystyle I={\frac {\mathrm {c} n\epsilon _{0}}{2}}|E|^{2}},
donde n es el índice de refracción, c es la velocidad de la luz en el vacío, y {\displaystyle \varepsilon } es la permitividad del vacío.
Para las olas no monocromáticas, la intensidad de las contribuciones de los diferentes componentes espectrales simplemente puede ser añadido. El tratamiento anterior no se mantiene arbitrariamente en los campos electromagnéticos. Por ejemplo, una onda evanescente puede tener un número finito de amplitud eléctrica, mientras que no es la transferencia de energía. La intensidad debe ser definida como la magnitud del vector de Poynting.

## Definiciones alternativas de la "intensidad"
En fotometría y radiométrica intensidad tiene un significado diferente: es la luminosa o energía radiante por unidad de ángulo sólido. Esto puede causar confusión en la óptica, donde la intensidad puede significar: intensidad radiante, la intensidad luminosa o la irradiancia. Radiancia es también llamado a veces intensidad, sobre todo por los astrónomos y astrofísicos, y en la transferencia de calor.